# A Happy Madison Productions filmjeinek listája
Ez azoknak a filmeknek a listája, amelyeket a Happy Madison Productions produkciós cég készített:
| Év   | Film                                | Rendező                   | Forgalmazó                                                 | Költségvetés  | Bevétel (világszerte) |
| ---- | ----------------------------------- | ------------------------- | ---------------------------------------------------------- | ------------- | --------------------- |
| 1999 | Tök alsó                            | Mike Mitchell             | Buena Vista Pictures (Touchstone Pictures)                 | 17 millió $   | 92.9 millió $         |
| 2000 | Sátánka – Pokoli poronty            | Steven Brill              | New Line Cinema                                            | 85 millió $   | 58.3 millió $         |
| 2001 | Kismocsok                           | Dennie Gordon             | Columbia Pictures                                          | 17.7 millió $ | 31 millió $           |
| 2001 | Tök állat                           | Luke Greenfield           | Columbia Pictures                                          | 47 millió $   | 84.8 millió $         |
| 2002 | A kismenő                           | Steven Brill              | Columbia Pictures/New Line Cinema                          | 50 millió $   | 171.3 millió $        |
| 2002 | Az álcázás mestere                  | Perry Andelin Blake       | Columbia Pictures                                          | 16 millió $   | 43.4 millió $         |
| 2002 | 8 őrült éjszaka                     | Seth Kearsley             | Columbia Pictures                                          | 34 millió $   | 23.8 millió $         |
| 2002 | Tökös csaj                          | Tom Brady                 | Buena Vista Pictures (Touchstone Pictures)                 | 34 millió $   | 54.6 millió $         |
| 2003 | Ki nevel a végén?                   | Peter Segal               | Columbia Pictures                                          | 75 millió $   | 195.7 millió $        |
| 2003 | Kis nagy színész                    | Sam Weisman               | Paramount Pictures                                         | 17 millió $   | 23.8 millió $         |
| 2004 | Az 50 első randi                    | Peter Segal               | Columbia Pictures                                          | 75 millió $   | 196.5 millió $        |
| 2005 | Csontdaráló                         | Peter Segal               | Paramount Pictures/Columbia Pictures                       | 82 millió $   | 190.3 millió $        |
| 2005 | Tök alsó 2. – Európai turné         | Mike Bigelow              | Columbia Pictures                                          | 22 millió $   | 45.1 millió $         |
| 2006 | A nagyi szeme fénye                 | Nicholaus Goossen         | 20th Century Fox                                           | 5.5 millió $  | 37.9 millió $         |
| 2006 | Lúzer SC                            | Dennis Dugan              | Columbia Pictures                                          | 33 millió $   | 65 millió $           |
| 2006 | Távkapcs                            | Frank Coraci              | Columbia Pictures                                          | 82.5 millió $ | 237.7 millió $        |
| 2007 | Üres város                          | Mike Binder               | Columbia Pictures                                          | 20 millió $   | 22.2 millió $         |
| 2007 | Férj és férj                        | Dennis Dugan              | Universal Pictures                                         | 85 millió $   | 186.1 millió $        |
| 2008 | Vadbarmok                           | Fred Wolf                 | Paramount Pictures                                         | 20 millió $   | 7 millió $            |
| 2008 | Ne szórakozz Zohannal!              | Dennis Dugan              | Columbia Pictures                                          | 90 millió $   | 201.8 millió $        |
| 2008 | A házinyuszi                        | Fred Wolf                 | Columbia Pictures                                          | 25 millió $   | 70.4 millió $         |
| 2008 | Esti mesék                          | Adam Shankman             | Walt Disney Studios Motion Pictures (Walt Disney Pictures) | 80 millió $   | 212.9 millió $        |
| 2009 | A pláza ásza                        | Steve Carr                | Columbia Pictures                                          | 26 millió $   | 183.3 millió $        |
| 2009 | Ki nevet a végén?                   | Judd Apatow               | Universal Pictures/Columbia Pictures                       | 75 millió $   | 71.6 millió $         |
| 2009 | Az ösvény                           | Nicholaus Goossen         | Lionsgate                                                  | 1 millió $    | N/A                   |
| 2010 | Nagyfiúk                            | Dennis Dugan              | Columbia Pictures                                          | 80 millió $   | 271.4 millió $        |
| 2011 | Kellékfeleség                       | Dennis Dugan              | Columbia Pictures                                          | 80 millió $   | 214.9 millió $        |
| 2011 | A gondozoo                          | Frank Coraci              | Columbia Pictures/Metro-Goldwyn-Mayer                      | 80 millió $   | 169.9 millió $        |
| 2011 | Bucky Larson: Született filmcsillag | Tom Brady                 | Columbia Pictures                                          | 10 millió $   | 2.5 millió $          |
| 2011 | Jack és Jill                        | Dennis Dugan              | Columbia Pictures                                          | 79 millió $   | 149.7 millió $        |
| 2012 | Apa ég!                             | Sean Anders               | Columbia Pictures                                          | 70 millió $   | 57.7 millió $         |
| 2012 | A maflás                            | Frank Coraci              | Columbia Pictures                                          | 42 millió $   | 73.1 millió $         |
| 2013 | Nagyfiúk 2.                         | Dennis Dugan              | Columbia Pictures                                          | 80 millió $   | 246.6 millió $        |
| 2014 | kavarás                             | Frank Coraci              | Warner Bros.                                               | 40 millió $   | 126.8 millió $        |
| 2015 | A pláza ásza Vegasban               | Andy Fickman              | Columbia Pictures                                          | 30 millió $   | 103.7 millió $        |
| 2015 | Büntet a kismocsok 2.               | Fred Wolf                 | Crackle                                                    | N/A           | N/A                   |
| 2015 | Pixel                               | Chris Columbus            | Columbia Pictures                                          | 88 millió $   | 244.9 millió $        |
| 2015 | Nevetséges hatos                    | Frank Coraci              | Netflix                                                    | 60 millió $   | N/A                   |
| 2016 | Az újrakezdés                       | Steven Brill              | Netflix                                                    | 40 millió $   | N/A                   |
| 2017 | Sandy Wexler                        | Steven Brill              | Netflix                                                    | N/A           | N/A                   |
| 2018 | The Week Of                         | Robert Smigel             | Netflix                                                    | N/A           | N/A                   |
| 2018 | Father of the Year                  | Tyler Spindel             | Netflix                                                    | N/A           | N/A                   |
| 2018 | 100% Fresh                          | Steven Brill              | Netflix                                                    | N/A           | N/A                   |
| 2019 | Gyagyás gyilkosság                  | Kyle Newacheck            | Netflix                                                    | N/A           | N/A                   |
| 2020 | A másik Missy                       | Tyler Spindel             | Netflix                                                    | N/A           | N/A                   |
| 2020 | Hubie, a halloween hőse             | Steven Brill              | Netflix                                                    | N/A           | N/A                   |
| 2022 | A hazai csapat                      | Charles és Daniel Kinnane | Netflix                                                    | N/A           | N/A                   |
| TBA  | Hustle                              | Jeremiah Zagar            | Netflix                                                    | N/A           | N/A                   |